# Ciro Fontão de Souza
Ciro Fontão de Souza (São João da Boa Vista, 23 de janeiro de 1924 - São Paulo, 13 de abril de 2020) é um dirigente esportivo brasileiro. Foi presidente da Federação Paulista de Futsal de 1977 a 1985 e de 1989 a 2016.
Na década de 1980 ajudou a promover o primeiro Campeonato Mundial de Futebol de Salão, que aconteceu em São Paulo. Foi responsável pela construção de dois ginásios para a prática do esporte.
Em 2003, durante sua gestão, a Federação Paulista de Futsal lançou uma campanha mundial para a inclusão do futsal nos Jogos Olímpicos.